# Береніка III
Береніка III, Клеопатра Береніка (120 до н. е. —80 до н. е.) — цариця Єгипту у 81 до н. е.—80 до н. е. роках.

## Життєпис
Походила з династії Птолемеїв. Донька Птолемея IX, царя Єгипту, та Клеопатри Селени.
Про молоді роки мало відомостей. Під час вигнання у 107 році до н. е. ймовірно залишалася в Александрії. Незабаром вийшла заміж за свого дядька Птолемея X, з яким під час повстання в Александрії у 89 році до н. е. вимушена була тікати до Мір в Лікії. Після загибелі чоловіка у тому ж році повернулася до Єгипту, проте участі в політиці не брала.
Після смерті свого батька у 81 році до н. е. за заповітом обійняла трон Єгипту. Доволі швидко здобула прихильність населення, проте для продовження династія повинна була одружитися з представником свого роду. За пропозицією Луція Корнелія Сулли вийшла заміж за свого двоюрідного брата Птолемея XI. Останній не бажав ділити владу з дружиною, тому за наказом Птолемея царицю було вбито. Вважається, що її вбивство відбулося до 22 квітня 80 року до н. е.

## Родина
1. Чоловік — Птолемей X Александр
Діти: донька (ім'я невідоме) — померла дитиною
2. Чоловік — Птолемей XI Александр